# Izdvajanje posla
Izdvajanje posla, ispošljavanje (isposlovljavanje, ispošljavanje, otpošljavanje ili raspošljavanje) ili anglicizam outsourcing označava uzimanje vanjskih dobavljača za određeni posao ili davanje određenoga posla vanjskim dobavljačima, odnosno "prepuštanje poslova privatnom sektoru" ili izdvajanje nekih sekundarnih poslova iz okrilja tvrtke ili, gledano s druge strane, "preuzimanje usluge temeljem ugovora".
Ovim se činom izdvajaju poslovi i zaposlenici koji ne predstavljaju temeljnu djelatnost poslovnog subjekta koji sprovodi izdvajanje. Nakon sprovedenog izdvajanja, poslovni subjekt plaća tim sada izdvojenim pružateljima usluga za obavljanje poslova koji su predmet izdvajanja.
Cilj izdvajanja posla je smanjiti troškove. Uglavnom se radi o uslužnim djelatnostima kao primjerice prijevoz, čišćenje, održavanje, zaštita, prehrana (restoran, kantina, kavana) i dr. Ispošljavanjem se nerijetko menedžeri služe radi smanjivanja broja zapošljenika u poduzeću, koje izdvajanjem u drugo posebno društvo, koje nije profitabilno kao društvo iz kojeg je izdvojeno, nerijetko ostanu smanjena obujma posla, manjih plaća i zakinuti za otpremnine koje bi dobili da su ostali u unosnom poduzeću nositelju osnovne djelatnosti.
U hrvatskome jeziku engleski se izraz outsourcing počeo rabiti medijima za opis jednog od mogućih modela racionalizacije poslovanja (uz spin-off ili in house) u gospodarstvu. Posljedica je izdvajanje posla ili raznih poslovnih procesa vanjskim dobavljaču).
Izdvajanjem posla privatne tvrtke obavljaju određene poslove uglavnom za nižu cijenu. Nakon isteka nekog roka koji proteče nakon izdvajanja sporednih djelatnosti, poduzeće izdvajatelj često ne obnavlja ugovor s poduzećima svojih bivših radnika izdvojenim u vanjskog dobavljača usluga. 
U Hrvatskoj je 2014. godine 17 sindikata iz javnog sektora iniciralo prikupljanje potpisa raspisivanje referenduma o donošenju zakona protiv izdvajanja pomoćnih poslova u javnom i državnom sektoru, popularno nazvanog referendum o outsourcingu.  Prikupljen je dovoljan broj potpisa, no Ustavni sud Republike Hrvatske iznenađujuće nije dopustio referendum o outsourcingu, jer je zaključio da referendumsko pitanje nije u skladu s Ustavom te da se o navedenom pitanju ne može odlučivati na referendumu.

## Vanjske poveznice
- Bolje je hrvatski!

- Dnevnik.hr

- Poslovni.hr